# Marie Askehave
Marie Askehave (født 21. november 1973 i Nibe) er en dansk skuespillerinde og sanger.

## Karriere
Askehave er uddannet fra Statens Teaterskole i 2003. Hun har medvirket i flere film- og tv-produktioner og blev berømt i 2007 for sin rolle i DR's Forbrydelsen. I marts 2007 udgav hun sit første musikalbum med titlen Detour. Marie Askehave er politisk engageret og medlem af SF.

## Privatliv
Hun har siden 8. juli 2006 været gift med kollegaen David Owe, som hun har døtrene Gudrun og Ingrid med.

## Filmografi

### Film
- Rene hjerter (2006) – Politibetjent
- Hjemve (2007) – Defektrice
- Klassefesten 2 - Begravelsen (2014) – Malene
- Familien Jul (2014) – Agnete
- Gud taler ud (2017) - Epidemilæge

### Tv-serier
- Forbrydelsen (20 afsnit; 2007-08) – Rie Skovgaard, politisk rådgiver
- Mr. Poxycat & Co (6 afsnit; 2007) – Gitte
- Store Drømme (10 afsnit; 2009) – Rebekka
- Den som dræber (2 afsnit; 2011) – Maria
- Borgen (6 afsnit; 2013) – Benedikte Nedergaard
- Dicte (2 afsnit; 2013) – Francesca Olsen
- Kriminalkommisær Barnaby (Sæson 16, afsnit 5; 2014) - Ingrid Madsen
- Labans Jul (2017) Maja
- Versailles (2018) Delphine (sæson 3)
- Bedrag III (Sæson 3, 10 afsnit; 2019) - Isa

## Teater og revy
- Under My Skin (2017)
- Den Blinde Maler (2008)
- Sønderborg revyen (2008)
- Cirkusrevyen (2005)
- Et Juleeventyr (2005)
- En skærsommernatsdrøm (2004/2005)
- Historier om Pandabjørne fortalt af en Saxofonist med en Veninde i Frankfurt (2004)
- Tak, så er det nok for i aften (2003/2004)
- Commedia dell'arte (2002/2003)
- Peer Gynt (2001)